# Tramerka
Tramerka je nenaseljeni otočić zapadno od Molata. Od obale Molata je udaljen oko 2,3 km, a najbliži otok mu je Obljak, oko 700 metara sjeveroistočno.
Površina otoka je 745.407 2, duljina obalne crte 4263 m, a visina oko 51 metar.